# Kreacje
Kreacje – album studyjny zespołu Lombard, wydany w sierpniu 1987 nakładem wydawnictwa Pronit. Na płycie wyraźnie słychać fascynacje Grzegorza Stróżniaka (lidera Lombardu) muzyką musicalową.
Nagrania zrealizowano w Studio Polskiego Radia w Szczecinie. Realizatorami byli Piotr Madziar i Przemysław Kućko. W roku 2000 doczekał się reedycji CD wydanej przez Koch International, na której znalazły się dwa dodatkowe utwory: „Czas przypływu i odpływu” i „U mnie żadnych szans”.

## Lista utworów
źródło:.
Strona A
1. „Ocalić serca” (muz. Grzegorz Stróżniak, sł. Małgorzata Ostrowska) – 4:20
2. „Gino” (muz. Piotr Zander, sł. Małgorzata Ostrowska) – 3:30
3. „Odejść bez pożegnań” (muz. Grzegorz Stróżniak, sł. Małgorzata Ostrowska) – 3:50
4. „List nocą” (muz. Grzegorz Stróżniak, sł. Małgorzata Ostrowska) – 3:40
5. „To tylko moment” (muz. Henryk Baran, sł. Małgorzata Ostrowska) – 4:45

Strona B
1. „Kreacje – frustracje” (muz. Grzegorz Stróżniak, sł. Małgorzata Ostrowska) – 4:15
2. „Tyle masek nas dzieli” (muz. Grzegorz Stróżniak, sł. Małgorzata Ostrowska) – 4:00
3. „A dookoła cisza” (muz. Grzegorz Stróżniak, sł. Małgorzata Ostrowska) – 5:35
4. „Słowa na murze” (muz. Grzegorz Stróżniak, sł. Małgorzata Ostrowska) – 4:15

bonusy DG CD
1. * „Czas przypływu i odpływu” – 3:55
2. * „U mnie żadnych szans” – 4:45

## Muzycy
źródło:.
- Grzegorz Stróżniak – śpiew, instrumenty klawiszowe
- Małgorzata Ostrowska – śpiew
- Piotr Zander – gitara
- Henryk Baran – gitara basowa
- Wojciech Anioła – perkusja

## Personel
źródło:.
- Piotr Madziar – realizacja nagrań
- Przemysław Kućko – realizacja nagrań
- Dorota Zamolska – redaktor nagrania
- Anna Tyburska – współpraca
- Andrzej Tyszko – projekt graficzny, zdjęcia

## Wydania
- LP Pronit; PLP-0074 (1987)
- MC Polmark; PK-146 (1988)
- DG CD Koch International; 252008-2 (2000)